# Ottensen 07
Ottensen 07 war ein Sportverein aus Hamburg. Die erste Fußballmannschaft nahm einmal an der norddeutschen Fußballmeisterschaft teil.

## Geschichte
Gegründet wurde der Verein am 29. Juni 1907 im seinerzeitigen Altonaer Vorort Ottensen als Ottensener FC 07. Drei Jahre später erfolgte die Umbenennung in Ottensener SV 07. Im Jahre 1919 gelang der Aufstieg in die höchste Hamburger Spielklasse. Ein Jahr später gelang die Qualifikation für die Nordkreisliga, wo 07 auf renommierte Vereine wie den Hamburger SV und Holstein Kiel traf. Nach einer Umgruppierung spielten die Ottensener in der Alsterkreisliga weiter. Dort gelang in der Saison 1921/22 ein 4:3-Sieg beim HSV und die 07er sicherten sich die Herbstmeisterschaft. Am Saisonende reichte es nur zu Platz vier. 
Zwei Jahre später beendete die Mannschaft die Hinrunde ungeschlagen, ehe man durch drei Niederlagen in der Rückrunde noch auf Platz drei zurückfiel. Nach elf Jahren im Hamburger Oberhaus mussten die 07er im Jahre 1930 aus der Erstklassigkeit absteigen und kehrten nie wieder zurück. In den Jahren nach dem Zweiten Weltkrieg kam die Mannschaft nicht mehr über untere Spielklassen hinaus. Im Jahre 1953 fusionierten Ottensen 07 mit dem Werksverein FC Grün-Weiß von 1953 zu Grün-Weiß Hamburg. Dieser Verein wiederum fusionierte im Jahre 1976 mit dem Eimsbütteler SV zu Grün-Weiss Eimsbüttel.